# Michael Horovitz
Michael Horovitz (Francoforte sul Meno, 4 aprile 1935 – Londra, 7 luglio 2021) è stato un poeta, artista e traduttore inglese, che ha studiato al Brasenose College di Oxford.

## Biografia
Anche se inizialmente associato alla British Poetry Revival, Horovitz è diventato noto per la sua apparizione all'International Poetry Incarnation alla Royal Albert Hall il giorno 11 giugno 1965, a fianco di Allen Ginsberg e Alexander Trocchi. Nel 1959 ha fondato la rivista New Departures mentre era ancora studente, pubblicando William Seward Burroughs e Samuel Beckett.
Nel 1969 ha lavorato come curatore editoriale per Penguin Books. E una delle sue poesie più famose, Sea's Cape, lo ha reso celebre.
Nel 1971 ha pubblicato il sontuoso The Wolverhampton Wanderer. An Epic of Britannia. In Twelve Books. With a Resurrection & a Life for Poetry United, con una sovraccopertina originale di Peter Blake. Il libro è una raccolta tipicamente inglese di artisti di quel periodo, con illustrazioni e fotografie di Michal Tyzack, Peter Blake, Adrian Henri, P. G. Findlay & Elson, Patrick Hughes, Gabi Nasemann, Michael Horovitz, Paul Kaplan, John Furnival, Bob Godfrey, Pete Morgan, Jeff Nuttall, David Hockney e altri. Si tratta di una elegia visiva e letteraria della cultura che circonda il gioco del calcio fino agli anni 1960, per celebrare non solo i Wolves e i loro sostenitori, ma anche l'Arsenal, il Tottenham e le squadre leggendarie dal nord.
Growing Up: Selected Poems and Pictures, 1951-'79 è stato pubblicato da Allison & Busby nel 1979. Ha gestito le Poetry Olympics in numerose sedi tra cui il Royal Albert Hall e l'abbazia di Westminster dal 1980 e altrove nel mondo, e recentemente ha pubblicato A New Waste Land.
Horovitz è, accanto a Christopher Logue, Tom Pickard e Joyce Johnson, uno degli ultimi collegamenti viventi con la Beat Generation e il loro ambiente.
È stato sposato con la poetessa inglese Frances Horovitz (1938-1983); il loro figlio Adam (nato nel 1971) è anche un poeta.
Horovitz ha recentemente curato un evento al Portobello Film Festival 2009 dal titolo The Beat Goes On, la prima di una manifestazione in due parti. La seconda è stata curata da Lee Harris & River Styx (musicista, poeta rap). Horovitz è candidato per il 2010 al titolo di Oxford Professor of Poetry.